# Реткінія
Реткінія (пол. Retkinia) — панельний житловий масив та район у місті Лодзь (Польща), розташований у південно-західній частині міста. Раніше це було передмістя, Реткінія була включена до складу Лодзі у 1946 році. Згідно з інформацією, наданою міською радою Лодзі, населення району становить близько 60 000 осіб. Реткіня — один із 56 районів, визнаних Міською інформаційною системою Лодзі, але з точки зору муніципального управління вона поділяється на поселення Каролев-Реткінія схід (Східна Реткінія, включаючи район Каролев) та поселення Реткіня Захід-Смульско (Західна Реткінія, включаючи район Смульско). Домінуючим типом житла в Реткінії є панельні будинки, які будуються з 1972 року.

## Історія
Найдавніші археологічні знахідки в Реткінії датуються приблизно 800-250 роками до н.е. та є репрезентативними для лужицької культури. Важливим відкриттям у Реткінії стали розкопки багатої скелетної могили жінки III століття н. е. у 1935 році.

### 1910–1946
Католицька парафія була заснована в Реткінії в 1910 році, і після трьох років будівельних робіт (17 серпня 1913 року) нова церква, збудована в неоготичному стилі, була освячена. Сільський цвинтар, який зберігся донині, також був заснований в 1910 році. У 1914 році населення Реткінії становило 1576 осіб, з яких 63% були грамотними.

### 1946–дотепер
До 1956 року населення Реткіні становило понад 5500 осіб, зберігаючи значну частину свого сільського характеру. Трамвайне сполучення з центром міста було встановлено в 1955 році. Трамвай № 19 мав кінцеву зупинку біля пожежної станції поруч із церквою. Значення цього сполучення для місцевої громади було відзначено пам'ятником, встановленим у 2006 році, на якому зображено трамвайні колеса на збереженій ділянці історичних рейок. До 1961 року населення досягло 6000 осіб. 

## Галерея

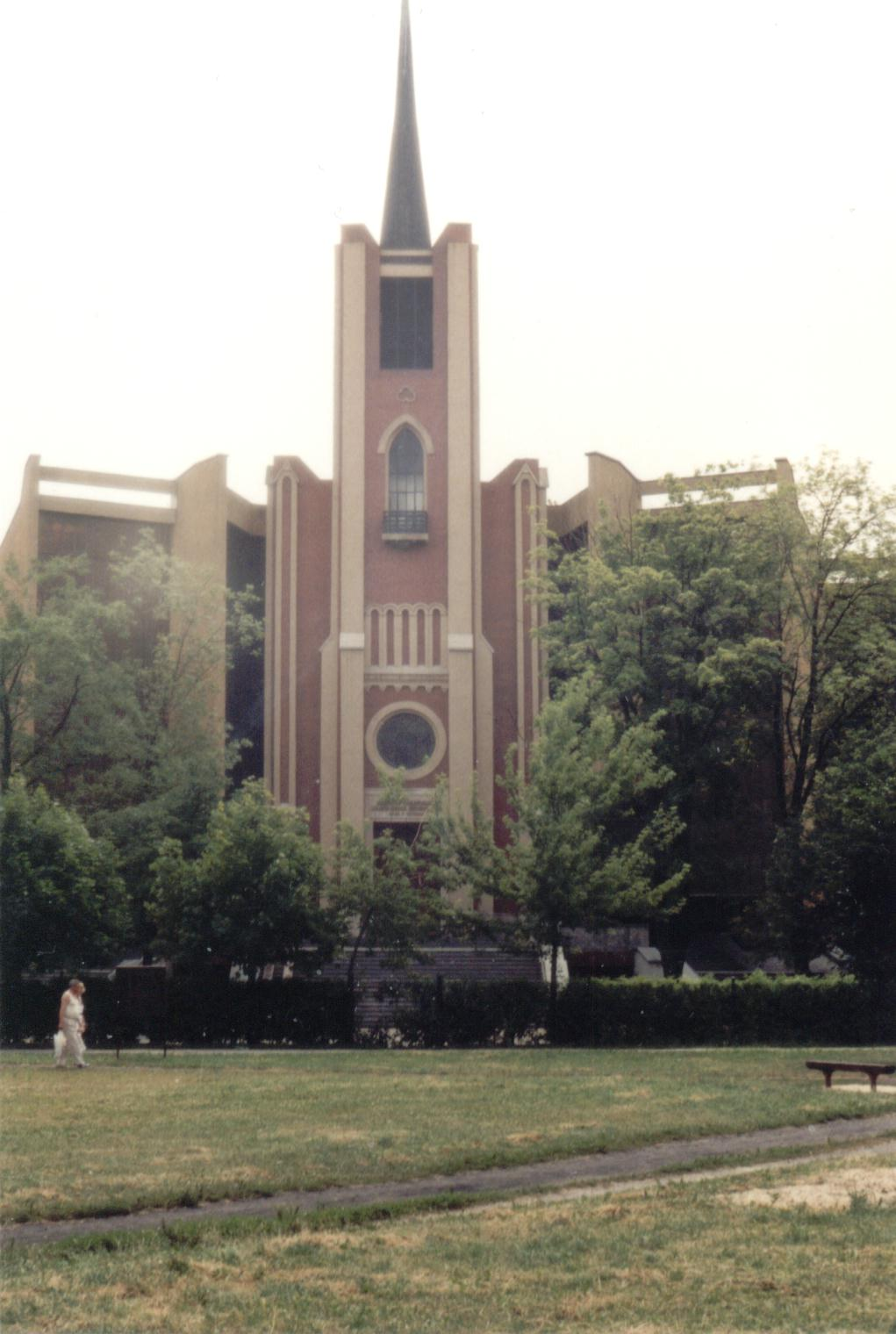
Церква Святого Серця Ісуса
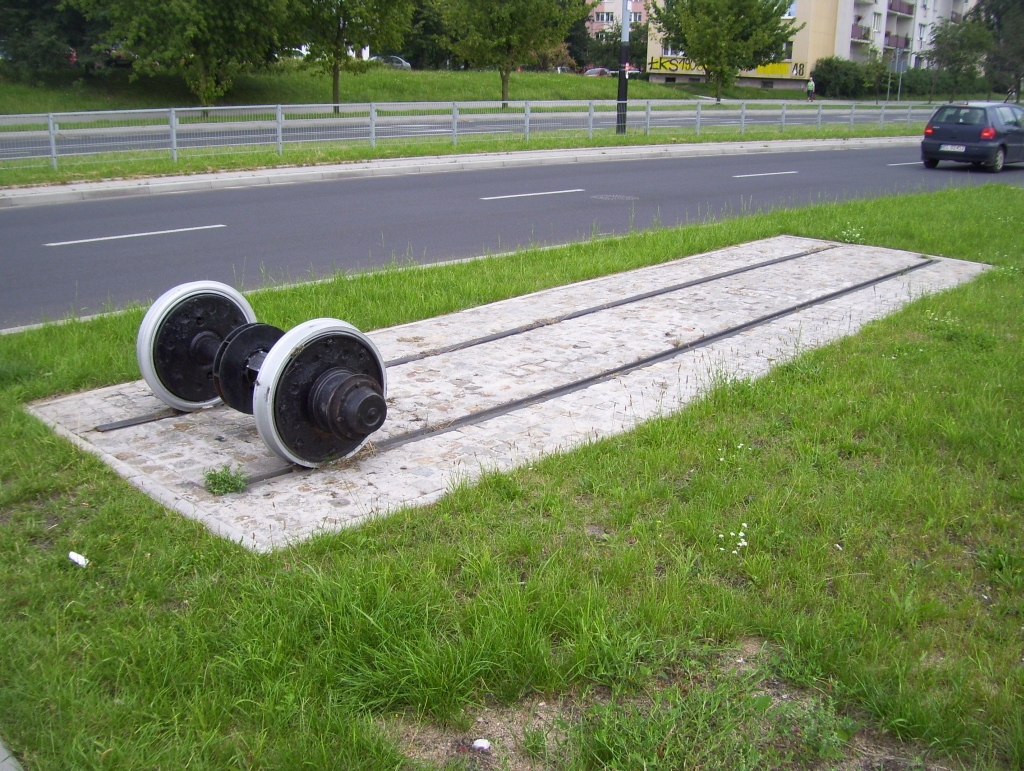
Пам'ятник трамвайному маршруту Реткінія
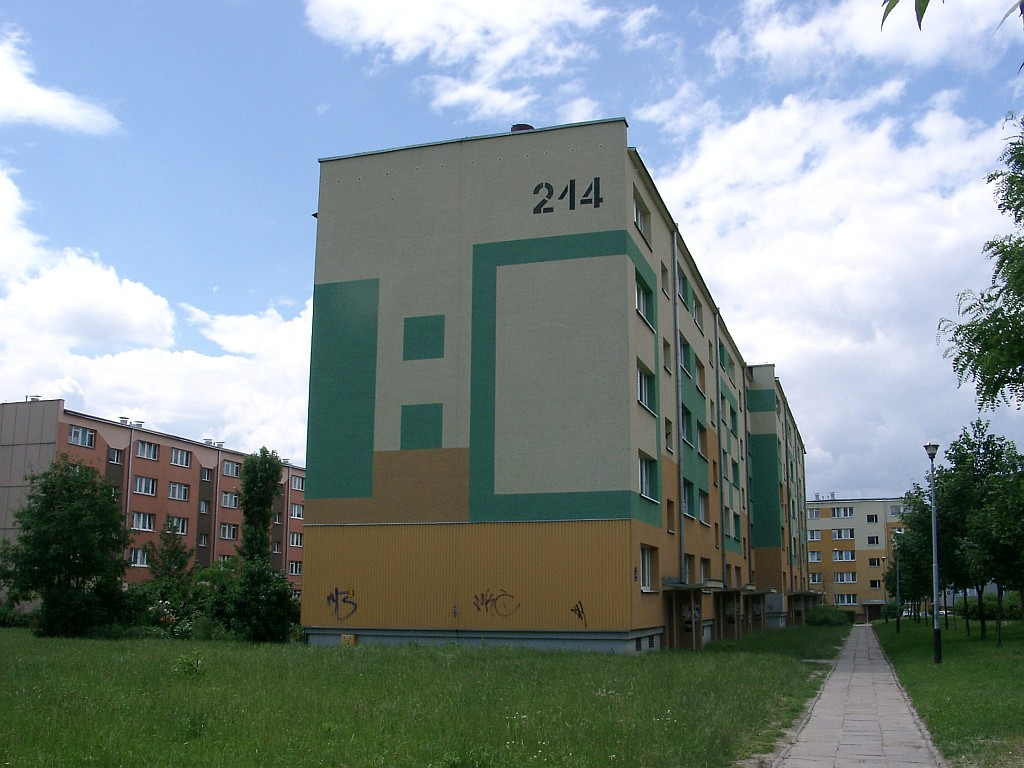
Блок 214 - пошкоджений під час вибуху газу 1983 року